# 사타곶

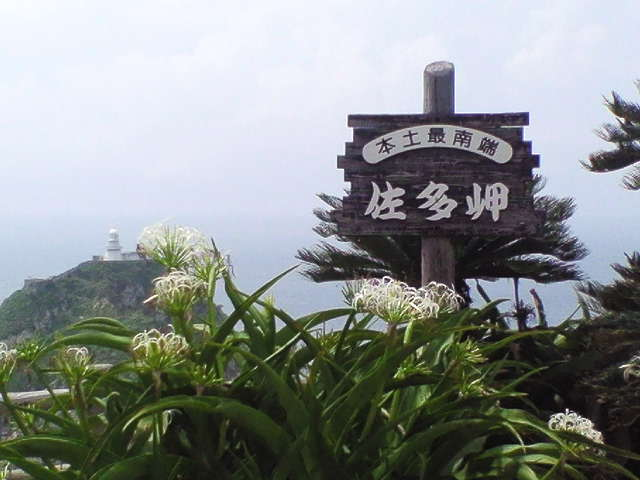
사타 곶

사타 곶(일본어: 佐多岬 사타미사키[*]은 가고시마현 기모쓰키군 미나미오스미정의 오스미반도 남쪽 끝에 있고 오스미 해협에 접하는 곶이다. 북위 30도 59부 10초, 동경 130도 39부 42초에 위치한다. 오스미반도 뿐만 아니라, 규슈의 최남단에 해당한다. 기리시마 야쿠 국립공원에 포함된다.
1871년에 영국인 리처드 헨리 브런턴에 의해 설계된 등대가 사타 곶에 세워졌다.

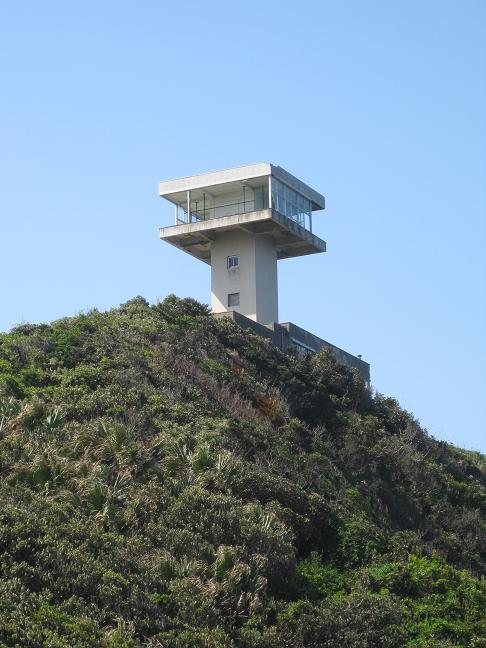
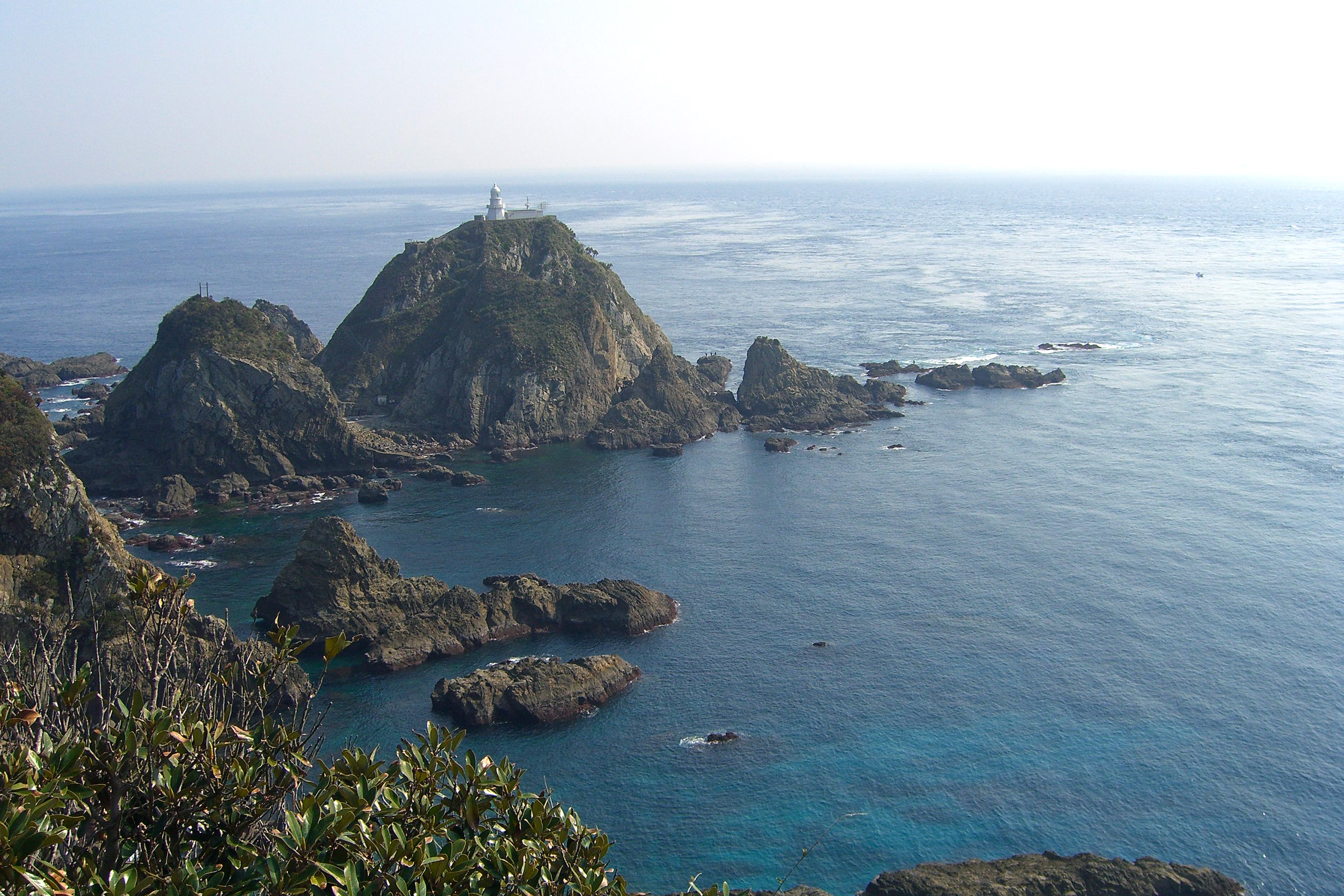
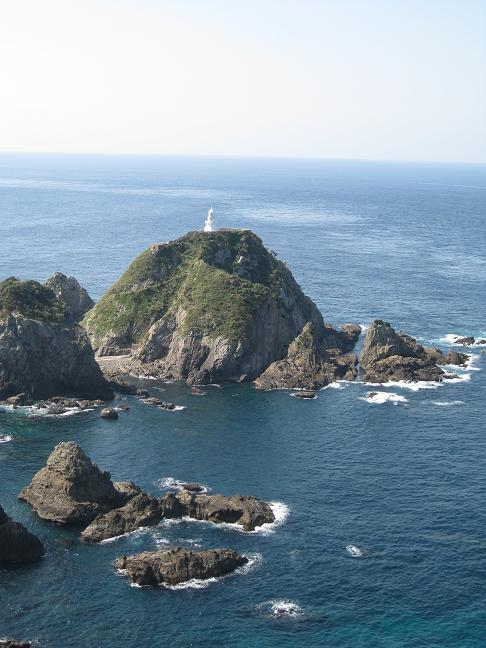
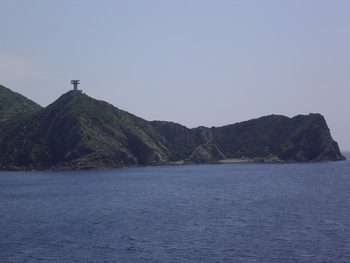